# كوني أندرسون (سائق سباقات)
كوني أندرسون (بالسويدية: Conny Andersson)‏ مواليد 28 ديسمبر 1939 في السويد، هو سائق فورملا 1 سويدي بدأ مسيرته الاحترافية سنة 1976. كان أول سباق له هو جائزة هولندا الكبرى 1976. خاض خلال مسيرته 5 سباقات.

## روابط خارجية
- كوني أندرسون على موقع DriverDB.com (الإنجليزية)